# Concierto para piano (Grieg)
El concierto para piano en la menor, Op. 16 (Klaverkonsert i a-moll) fue compuesto por Edvard Grieg en 1868 y fue estrenado al año siguiente en Copenhague. Se trata de una de las pocas composiciones concertantes de su autor y el único concierto para piano y orquesta que llegó a finalizar.

## Historia
En 1858 o 1859  Grieg, que era un estudiante de 16 años del Conservatorio de Leipzig, asistió a la interpretación en la Gewandhaus del Concierto para piano en la menor de Robert Schumann, que ofrecía Clara Schumann, su viuda. Ernst Ferdinand Wenzel, que era su profesor de piano y amigo de Robert, le había inculcado el amor por la obra del maestro alemán, amor que el joven músico conservaría toda su vida. Finalizados sus estudios en 1862, Grieg hizo su presentación como pianista y compositor en su ciudad natal noruega, Bergen, interpretando las Cuatro piezas op. 1 y el Cuarteto con piano de Schumann. 
Esta afinidad se refleja en su Concierto para piano, que está escrito en la misma tonalidad que el de Schumann, aunque la personalidad del joven Grieg domina la partitura junto con influencias de la música folklórica noruega. Él tenía 24 años cuando lo compuso en 1868, viviendo en Søllerød, Dinamarca. 
El estreno se celebró el 3 de abril de 1869 en Copenhague bajo la batuta de Holger Simon Paulli. La pieza tuvo una buena acogida, ya que hasta Liszt llegó a tocarla en la visita a Roma en 1870 de Grieg, dejando admirado al compositor. No obstante, Grieg revisó su concierto hasta siete veces, siendo la última en 1906-1907 la versión que se escucha en la actualidad.

## Estructura y análisis
La obra consta de los tres movimientos tradicionales de un concierto pianístico:
- I. Allegro molto moderato, en la menor 4
4
- II. Adagio, en re bemol mayor 3
8
- III. Allegro moderato molto e marcato - Quasi presto - Andante maestoso,  en la menor → fa mayor → la menor → la mayor 2
4

### I.Allegro molto moderato
El concierto comienza con un impetuoso redoble de timbal y una serie de acordes de gran esfuerzo. Este primer movimiento está escrito en forma sonata. El primer tema es presentado por el clarinete, y recogido luego por el solista con numerosos embellecimientos; el segundo tema, encomendado a los violonchelos, es de inequívoco sabor noruego. Durante el amplio desarrollo, el piano tiene muchos momentos para lucir sus cualidades líricas y virtuosísticas, con una soberbia cadencia y bellísimos pasajes en los que comparte protagonismo con la flauta y la trompa.

Segundo tema.

### II.Adagio
Hermoso, de carácter intimista y soñador. Prescinde de los metales, a excepción de las dos trompas. El delicado tema principal es expuesto por la cuerda en sordina y tomado después por el piano, que con sus trinos parece reflejar un estado de beatitud primaveral. Un pasaje de transición da paso al movimiento final.

### III.Allegro moderato molto e marcato - Quasi presto - Andante maestoso
Está construido sobre un tema de danza popular, alegre y rítmica, que contrasta con un segundo tema de gran lirismo presentado por la flauta. El concierto retoma el brío inicial y, tras la cadencia, finaliza de manera majestuosa y brillante.

## Discografía selecta
- 1993 – Krystian Zimerman con la Orquesta Filarmónica de Berlín dirigida por Herbert von Karajan (Deutsche Grammophon)
- 1999 – Lilya Zilberstein con la Orquesta Sinfónica de Gotemburgo dirigida por Neeme Järvi (Deutsche Grammophon)
- Leif Ove Andsnes con la Filarmónica de Berlín dirigida por Mariss Jansons (EMI).